# Xenoleptographium
Xenoleptographium is een monotypisch geslacht van schimmels behorend tot de familie Nectriaceae. Het bevat alleen Xenoleptographium phialoconidium.